# Stempellina truncata
Stempellina truncata är en tvåvingeart som beskrevs av Freeman 1958. Stempellina truncata ingår i släktet Stempellina och familjen fjädermyggor. Inga underarter finns listade i Catalogue of Life.